# Tanjung Balam
Tanjung Balam is een bestuurslaag in het regentschap Kampar van de provincie Riau, Indonesië. Tanjung Balam telt 941 inwoners (volkstelling 2010).